# نونا ووسکانیان
نونا ووسکانیان (ارمنی: Նոնա Ոսկանյան؛ انگلیسی: Nona Voskanyan؛ زادهٔ ۴ مارس ۱۹۶۱) موسیقی‌شناس اهل ارمنستان است. وی از سال میلادی تاکنون مشغول فعالیت بوده است. 

## زندگی‌نامه
وی در ۴ مارس ۱۹۶۱ در ایروان به دنیا آمد و از هنرستان موسیقی آلکساندر اسپنداریان (۱۹۷۶)، مدرسه موسیقی چایکوفسکی ایروان (۱۹۷۹)، کنسرواتوار دولتی کومیتاس ایروان (۱۹۸۴) و انستیتو هنر (۱۹۸۸) فارغ‌التحصیل گشت. وی از سال ۲۰۰۹ عضو اتحادیه آهنگسازان ارمنستان می‌باشد